# Raro (mitología)
En la mitología griega, Raro (Ρᾶρος) o Rar (Ρᾶρ) era un hijo de Cránao, epónimo de Rario cerca de Eleusis. Pausanias nos dice que el ateniense Quérilo, que compuso el drama Álope, dice que Cerción y Triptólemo eran hermanos, nacidos de una hija innominada de Anfictión, pero que el padre de Triptólemo era Raro, en tanto que el de Cerción era el dios Poseidón. Según la Suda, Raro era el padre de Céleo y a través de él, abuelo de Triptólemo. Recibió a Deméter hospitalariamente mientras buscaba a su hija Perséfone, y los dioses en recompensa le enseñaron a su nieto el arte de cultivar las cosechas.